# Post Malone
Austin Richard Post, bolj znan pod umetniškim imenom Post Malone, ameriški glasbenik, pevec, producent in igralec * 4. julij 1995 Syracuse, New York, ZDA.
Post Malone je znan po svojem introspektivnem pisanju skladb in vokalnem slogu, saj je zaslovel z upogibanjem številnih slogov, vključno z countryjem, grungeom, hip hopom in R&B-jem. Priznanje je dosegel že leta 2015 ob izdaji svojega prvega singla »White Iverson«.
Maloneov debitantski album Stoney (2016) s hit singlom »Congratulations«, ki je bil usmerjen predvsem v trap in cloud rap, je dosegel komercialni uspeh. Leta 2018 je s 77 tedni podrl rekord za število tednov na Billboardovi lestvici najbolje prodajanih R&B/hip-hop albumov. Drugi album Beerbongs & Bentleys (2018) se je ob izidu povzpel na vrh lestvice Billboard 200 in podrl več rekordov pretakanja z interneta. Dva singla z njega, »Rockstar« in »Psycho«, sta se uvrstila na vrh lestvice Billboard Hot 100, avtorju pa je prinesel tudi nominacijo za album leta 2018 na 61. podelitvi grammyjev.
Leta 2018 je Post Malone sodeloval s Swaejem Leejem pri skladbi »Sunflower« za soundtrack filma Spider-Man: Into the Spider-Verse, tudi ta je dosegel vrh lestvice Hot 100. Pozneje je ustanovil svoj festival, Posty Fest, ki potekal v paviljonu Dos Equis 28. oktobra 2018. Na tretjem albumi Hollywood's Bleeding, ki je izšel konec leta 2019, se je preusmeril bolj v indie pop. Postal je njegov drugi album številka ena na Billboard 200, singel »Circles« z njega pa se je prav tako uvstil na vrh lestvice Billboard Hot 100.
Post Malone je za singl »Congratulations« prejel diamantno certifikacijo Združenja ameriške glasbene industrije (RIAA). Med ostalimi priznanji so tri osvojene nagrade na podelitvi American Music Awards, Billboardova glasbena nagrada in ena nagrada MTV Video Music Award za najboljši videospot. Poleg tega je doslej prejel šest nominacij za grammyja.